# Hemistilbia apposita
Hemistilbia apposita är en fjärilsart som beskrevs av Barnes och Mcdunnough 1918. Hemistilbia apposita ingår i släktet Hemistilbia och familjen nattflyn. Inga underarter finns listade i Catalogue of Life.